# 西郊ロッヂング

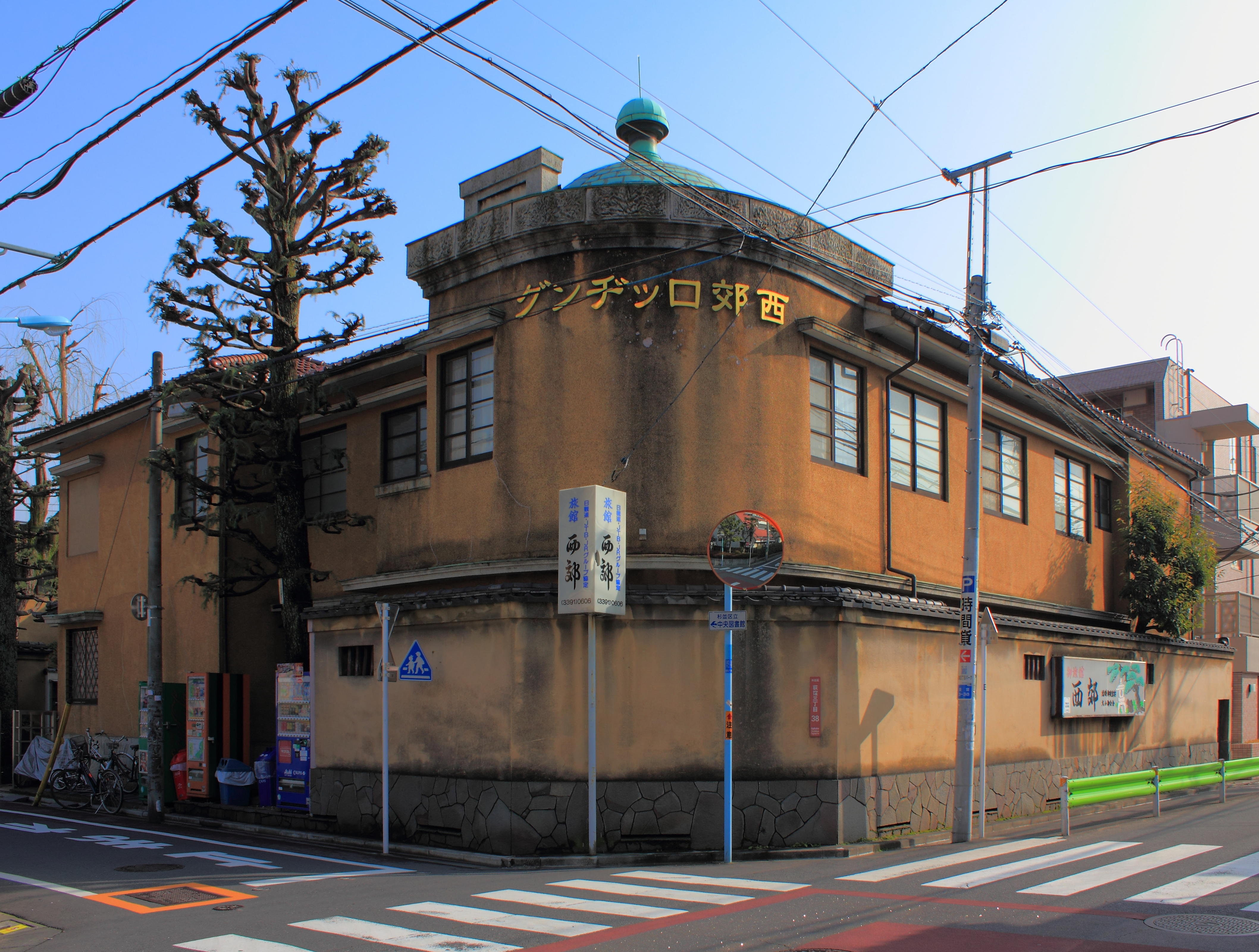
西郊ロッヂング（新館）

西郊ロッヂング（せいこうロッヂング）は、東京都杉並区荻窪にある歴史的建造物。1938年（昭和13年）建築の洋風建築で、2001年（平成13年）の改修後は賃貸住宅となっている。
なお、西郊ロッヂングは当初は本館のみで後に新館が増築されたが、現在では新館のみが西郊ロッヂングと呼ばれ、本館は「西郊」という旅館として営業している。

## 概要
1916年（大正5年）3月、東京都文京区本郷で下宿屋として創業。1923年（大正12年）に発生した関東大震災を契機に、1931年（昭和6年）に荻窪に本館を新築して移転し「西郊ロッヂング」を開き、1938年（昭和13年）には新館を増築した。本館、新館ともに、当時は珍しかった全室洋間の高級下宿であった。
1948年（昭和23年）に、本館を旅館「西郊」に転業。新館は従業員の宿舎等としても使用された。
2001年（平成13年）には、新館が改築されて賃貸アパートとして生まれ変わった。なお、本館は現在も旅館として営業している。

## 建物
本館は1931年（昭和6年）築で木造2階建、スレート一部鉄板及び桟瓦葺、建築面積473m2。1階は玄関・広間・厨房で2階には宿泊室がある。ベージュ色のモルタル仕上げの外観。
新館は1938年（昭和13年）築で敷地の北西角に沿うようにL字形に建つ。木造2階建、建築面積145m2で部屋数13の集合住宅。ベージュの外壁に上部には銅板葺ドーム屋根を載せている。2019年現在の経営者によると、創業者である祖父は宮内省から水道会社に転職した経歴を持ち、給水塔のデザインにならったドーム屋根が取り付けられたという。
どちらも歴史的建造物であることから、2009年11月、「旅館西郊本館」及び「西郊ロッヂング」として、国の登録有形文化財に登録された。

## 所在地

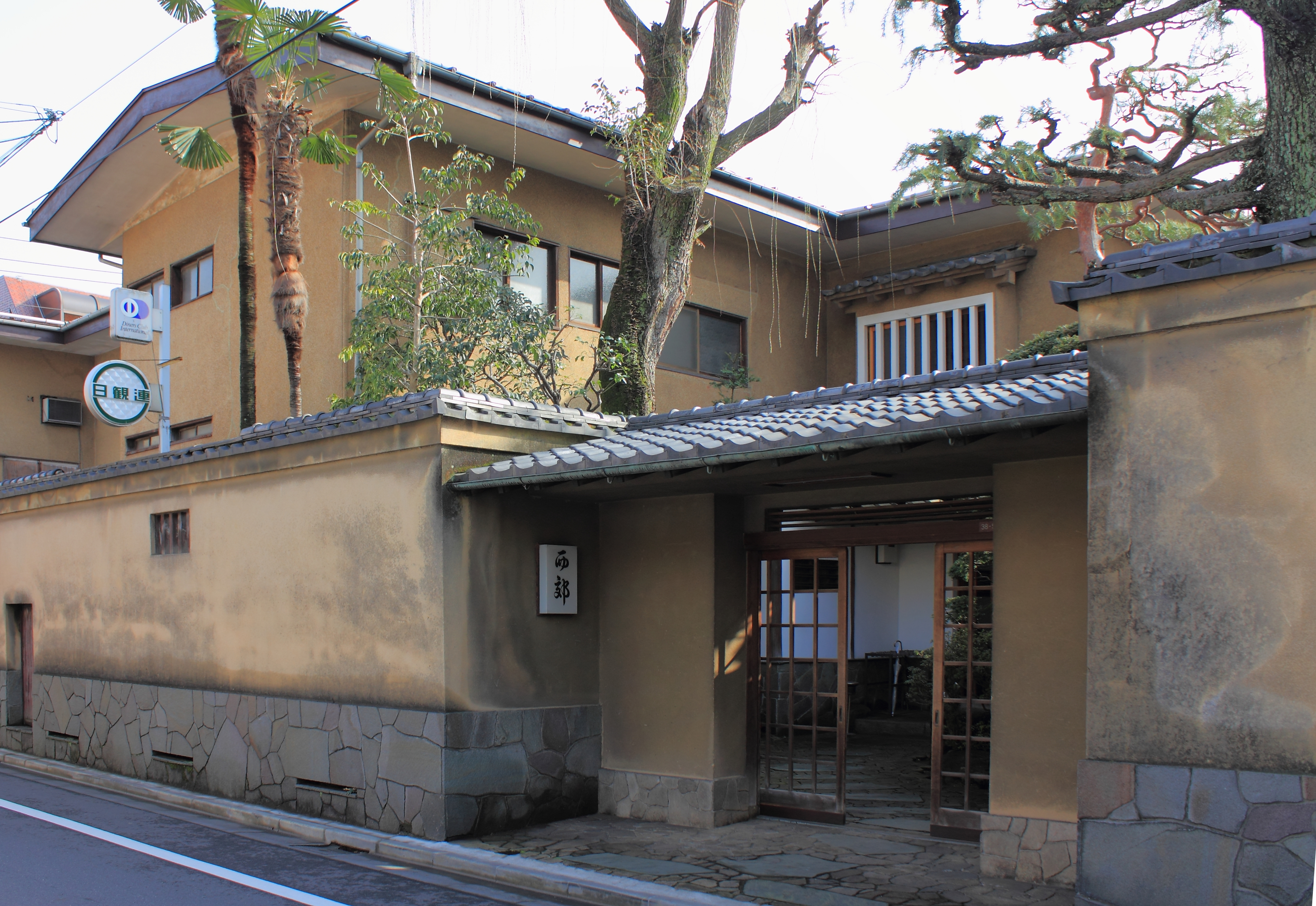
旅館西郊本館

- 東京都杉並区荻窪3-38-9
- JR荻窪駅南口から徒歩6分